# مقاطعة ألكونا (ميشيغان)
مقاطعة ألكونا هي مقاطعة في ولاية ميشيغان الأمريكية، بلغ عدد سكانها 10٬942 نسمة، في 2010، عاصمتها هاريسفيل، تبلغ مساحتها 4٬637 كيلومتر مربع. وتقع في المنطقة الشمال شرق الوسطى من شبه جزيرة ميشيغان السفلى.

## الموقع
تشترك في الحدود مع:
- مقاطعة ألبينا.